# شرنومور-اویا

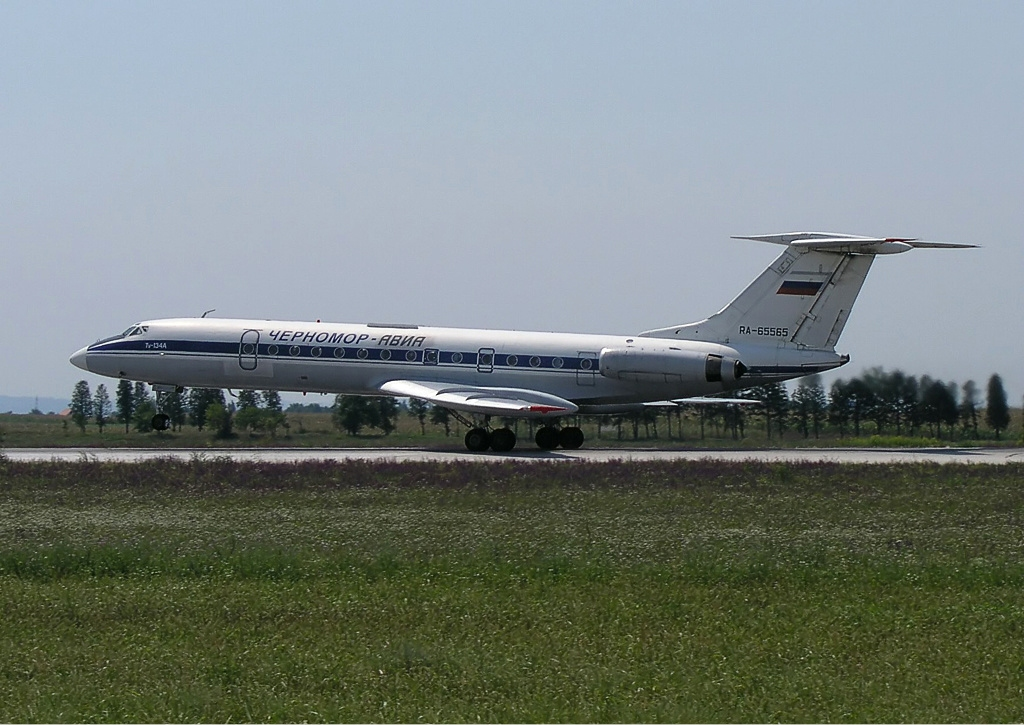
شرنومور

شرنومور-اویا (به انگلیسی: Chernomor-Avia) یک شرکت هواپیمایی است که در تاریخ ۱۹۹۴ میلادی تأسیس شده است. دفتر مرکزی شرنومور-اویا در سوچی، روسیه واقع شده‌است و قطب این شرکت هواپیمایی در فرودگاه بین‌المللی سوچی قرار دارد.